# ヤルキスイッチ
「ヤルキスイッチ」はベッキー♪#の6枚目のシングル。EMIミュージックジャパンから2012年6月27日に発売された。

## 収録曲
1. ヤルキスイッチ [3:52]
作詞：ベッキー♪#、作曲：JIN
  - 「ジェムケリー」 CMソング
  - テレビ朝日 「お願い!ランキング」 2012年6月度エンディングテーマ
2. 春風ラブレター [4:32]
作詞：ベッキー♪#、作曲：JIN
  - 「眼鏡市場」 CMソング
3. 15 〜Spiring Flag〜 [5:00]
作詞：ベッキー♪#/小出祐介、作曲：小出祐介
  - 「大修館書店」 CMソング
4. 幸せのカバン [4:38]
作詞：ベッキー♪# 作曲：本田優一郎
  - NHK 「みんなのうた」 テーマソング[1]
5. ヤルキスイッチ (オリジナル・カラオケ) [3:52]
6. 春風ラブレター (オリジナル・カラオケ) [4:33]
7. 15 〜Spiring Flag〜 (オリジナル・カラオケ) [5:00]
8. 幸せのカバン (オリジナル・カラオケ) [4:33]